# 피아노 소나타 6번 (모차르트)
볼프강 아마데우스 모차르트가 작곡한 피아노 소나타 6번 D장조, K. 284/205b는 3악장으로 된 소나타이다.
일반적인 공연은 약 20~25분이 소요된다.
이 피아노 소나타는 모차르트가 뮌헨에서 출판한 마지막 소나타이다. 이 작품은 모차르트가 1774년 말부터 이듬해 3월 초까지 La finta giardiniera 의 제작을 위해 뮌헨에 방문했을 때 작성되었다.

## 구성

### 알레그로
이 시작 악장의 주제는 초기 소나타 의 친밀함에서 벗어나 보다 풍부하고 거의 오케스트라 규모로 배치된다. 소절 13-16의 트레몰로 효과와 첫 번째 주제의 화음 발표는 오케스트라 투티와 매우 흡사하다. 두 번째 주제 인 유연한 멜로디 라인은 오프닝 소절에 반주되지 않는다.

### Rondeau en polonaise (론도와 폴로네즈)
모차르트는 두 번째 악장을 Rondeau en Polonaise라고 불렀다. 일종의 대화의 시작 4소절, 그리고 모차르트가 이를 경쾌한 반격으로 이끄는 것은 모차르트의 세심한 다이나믹 표시에 의해 고조된다.

### Tema con variazione (변주곡이 있는 주제)
마지막 악장은 12개의 변주로 이어지는 주제이다. 열한 번째 변주곡은  Adagio cantabile로 표시된다. 열두 번째이자 마지막 변형은 초판에만 Allegro로 표시되며 3/4박자이다. 일곱 번째를 제외한 모든 변형은 D장조이다. 일곱 번째는 D단조이다.
이 악장은 변주곡을 작곡하는 모차르트의 특별한 재능을 가장 훌륭하게 보여준다. 흩어진 형태의 피상적인 인상은 자세히 살펴보기에 적합하지 않다. 12가지 변형 중 하나를 생략하거나 추가하는 것이 전혀 쉽지 않을 것이다. 열한 번째 변주곡은 모차르트 학자에게 특별한 관심을 불러일으키는데, 이는 즉석 꾸밈음에 대한 그의 개념에 대한 통찰력을 제공하기 때문이다.